# ويليام وايت (اقتصادي)
ويليام وايت هو اقتصادي كندي، ولد في 1943 في كينورا في كندا.

## وصلات خارجية
- الموقع الرسمي